# Sveriges Ljudmigreringscentrum
Sveriges Ljudmigreringscentrum (SLC) är ett svenskt kompetens- och utvecklingscentrum för bevarande av ljud.
SLC hjälper till att kartlägga, säkerställa och tillgängliggöra ljudinspelningar. Det är Sveriges första storskaliga ljudmigreringsfabrik. Ljudfiler förs in i framtiden genom långtidslagring. Andra tjänster som erbjuds är till exempel inventering av ljudbärare, registrering och metadatahantering.
Sveriges Ljudmigreringscentrum finns i Västervik och Hultsfred i norra Kalmar län. 38 personer arbetar på SLC (februari 2008).